# Граттий Фалиск
Граттий Фалиск (лат. Grattius Faliscus) — римский поэт эпохи правления Октавиана Августа.
О жизни Граттия ничего неизвестно. Возможно, он происходил из италийского города Фалерии. Был современником Овидия, который упоминает его в своих «Понтийских посланиях». Граттий является автором дидактической поэмы об охоте — «Кинегетика» (лат. Cynegetica), состоявшей из нескольких книг, однако сохранился всего 541 гекзаметр. В них описываются приготовления к охоте, снаряжение охотников, а также различные породы лошадей и собак. В «Кинегетике» чётко прослеживается влияние Вергилия и Горация. Предположительно, поэма Граттия была переложением какой-то другой дидактической поэмы эллинистической эпохи. В III веке на эту же тему писал Немезиан.